# فایض اردبیلی
ملا حیدرعلی مشهور به فایض اردبیلی (زاده اردبیل) سخنور و خوشنویس ایرانی سده یازدهم ه. ق بود.
ملا حیدرعلی متخلص به فایض فرزند مسیح اردبیلی در فن تاریخ گویی و سرودن اقسام مختلف شعر از قبیل مثنوی، رباعی وقطعه مهارت داشته‌است. از آثار بنام او می‌توان به مثنوی مهر و وفا  به تاریخ  ۱۰۴۳ ه. ق سروده‌است نام برد که نسخه‌ای ازآن در کتابخانه ملی تهران به شماره ۴/۵۶۴ نگهداری می‌گردد. او در سال ۱۰۸۱ ه. ق در اردبیل وفات نمود.
در تذکره «روز روشن» نام وی تحت عنوان «میر حیدرعلی اصفهانی» ذکر شده‌است.
| امشب به من آن ماه که از مهر قرین بود |  | بزمم زصفا رشک صنم خانه چین بود |

| گمنامیم از آفت شهرت برهانید |  | کاری که فلک کرد به کام دلم این بود |

دیگر شعر او:
| فایض سخن راست زما باور کن |  | مژگان به ندامت گناهی ترکن |

| پروانه شبی به خواب ما آمده گفت |  | شب رفته چه مرده‌ای چراغی برکن |